# Henrik III. Gelderski
Henrik III. Gelderski (francosko Henri de Gueldre, nizozemsko Hendrik III. van Gelre ) (* okoli 1215/1217; † 23. april 1285) je bil od 1247 do 1274 škof v Liègu. Bil je tudi opat v Stablu in Malmedyju od 1248 do 1274. Zaradi nevrednega in razuzdanega načina življenja ga je papež Gregor X. odstavil. 

## Življenje
Bil je sin grofa Gerharda III. Gelderskega in njegove žene Margarete Brabantske. Bil je brat Otona II. Gelderskega.
Od leta 1238 je bil prošt Ksantenskega samostana. Bil je tudi kaplan in privrženec papeža Inocenca IV. Kölnski nadškof mu je podelil stolno proštijo v Utrechtu in proštijo v Deventerju. Obe funkciji sta bili pred tem prejšnjima nosilcema odvzeti. Papeška potrditev je sledila leta 1246. Leta 1247 je dohodek od mizništva zapustil samostanskemu kapitlju v Xantenu. Kmalu zatem je opustil mesto prošta, ker je bil izvoljen za lieškega škofa.
Njegov brat in vojvoda Brabantski sta ga podpirala, ker sta upala, da bo Henrik podprl svojega strica Viljema Holandskega, ki je bil izvoljen za protikralja. Ta izbira je bila dolgo časa sporna. S podporo papeškega legata Pietra Capoccija je bil Henrik priznan.
Po izvolitvi je za svojo duhovno službo imenoval pomožnega škofa, kar je bilo neobičajno za škofijo Liège. Eden od razlogov je bil, da izvoljeni še niso dosegli kanonične starosti, zahtevane za škofovsko službo. Sam si je pustil, da je bil za nekaj let oproščen posvečenja.
Že leta 1248 je sklenil zavezništvo proti morebitnim nasprotnikom z vojvodo Henrikom Brabantskim, njegovim bratom Otom iz Gelderna in grofom Arnoldom iz Looza.
Podpiral je svojega strica Viljema Holandskega v njegovem sporu s Hohenstaufni in bil tako vpleten v vojaške zaplete. Zaradi podpore svojemu sorodniku Viljemu se je Henrik znašel v finančnih težavah, zato mu je papež Aleksander IV. oprostil plačevanja pristojbin za beneficije.
Ob različnih priložnostih je nastopal sam ali skupaj z bratom in drugimi kot arbiter v sporih. Leta 1253 je sprejel arbitražno razsodbo v sporu med nadškofom Konradom Hochstadenskim in grofom Viljemom iz Jüliha. Leta 1263 je bil eden od razsodnikov v sporu med falkenburškim nadškofom Engelbertom II. in meščani mesta Köln.
V njegovem času so bili od začetka 1250-ih resni konflikti z meščani Liègea. Spor je bil na začetku rešen le s posredovanjem Otona Gelderskega. Toda nezadovoljstvo, znano tudi kot vstaja Henrika Dinantskega, se je razširilo v druga mesta. Patricijsko vodstvo je bilo v mestih odpravljeno. Na pobudo Henrika Dinantskega so bile ustanovljene oborožene meščanske čete in mesta so med seboj sklenila zavezništvo. Med uporom je moral škof zapustiti Liège. Škof se je moral ob podpori brata in drugih knezov vojskovati proti lastnim podanikom. Sčasoma so se morali podrediti tudi prebivalci Lièga in stari režim je bil obnovljen. Škof se je novim nemirom skušal zoperstaviti z gradnjo utrdb. Toda komunalnega gibanja ni mogel zares zatreti. 
Po smrti njegovega strica Viljema Holandskega ga je stolni kapitelj leta 1258 prisilil, da je sprejel naročila. Leta 1266 je odkupil zastavljeno mesto Mechelen in drugo posest škofije. Prebivalci Mechelena ga niso hoteli priznati za gospodarja in zaman jih je poskušal z orožjem prisiliti k poslušnosti.
Leta 1269 je prišlo do ponovnega nezadovoljstva med državljani Liègea. Ostala mesta so se spet pridružila uporu. Prebivalci Lièga so napadli škofovsko trdnjavo, imenovano tudi Walburgistor, v kateri so bile nameščene močne škofovske enote. Na začetku 1270. let so bile spet sklenjene konfederacije nekaterih mest v škofiji Liège.
Vodil je razvratno in posvetno življenje, nezdružljivo s škofovstvom. Škof je imel s svojimi ljubicami številne potomce. Prišlo je do uradne obtožbe iz vrst meščanov Lièga. Ostala mesta so sledila temu. Tožbe so bile sprva vložene pri stolnem kapitlju. Škof je hudo trpinčil kanonika, ki je predstavil obtožbo. Pritožbe meščanov nad škofom so bile posredovane papežu Gregorju X., ki je škofa sprva grajal in ga pozival k bolj dostojnemu življenju. Vendar Henrik ni spremenil svojega vedenja. Papež ga je leta 1274 poklical na koncil v Lyon in ga odstavil kot škofa.

## Spletne povezave
- Kronologija Knezoškofije Liéške (francoščina)